# Вяземский (Смоленская область)
Вяземский — село в Вяземском районе Смоленской области России. Входит в состав Относовского сельского поселения. Население — 48 жителей (2007). 
Расположено в восточной части области в 5 км к западу от Вязьмы, в 2 км севернее автодороги М1 «Беларусь». В 8 км южнее села расположена железнодорожная станция Гредякино на линии Москва — Минск. 

## История
В годы Великой Отечественной войны село было оккупировано гитлеровскими войсками в октябре 1941 года, освобождено в марте 1943 года.
В 2004 году посёлок преобразован в село.